# ベレーム
ベレーム （Bellême）は、フランス、ノルマンディー地域圏、オルヌ県のコミューン。

## 地理
ペルシュ地域圏自然公園の中心にあり、ペルシュ地方を見下ろす丘の上にある。

## 由来
土地の名は10世紀にBelismoとつづられていたことが証明されている。ガリアの女神ベリサマに由来する。

## 歴史

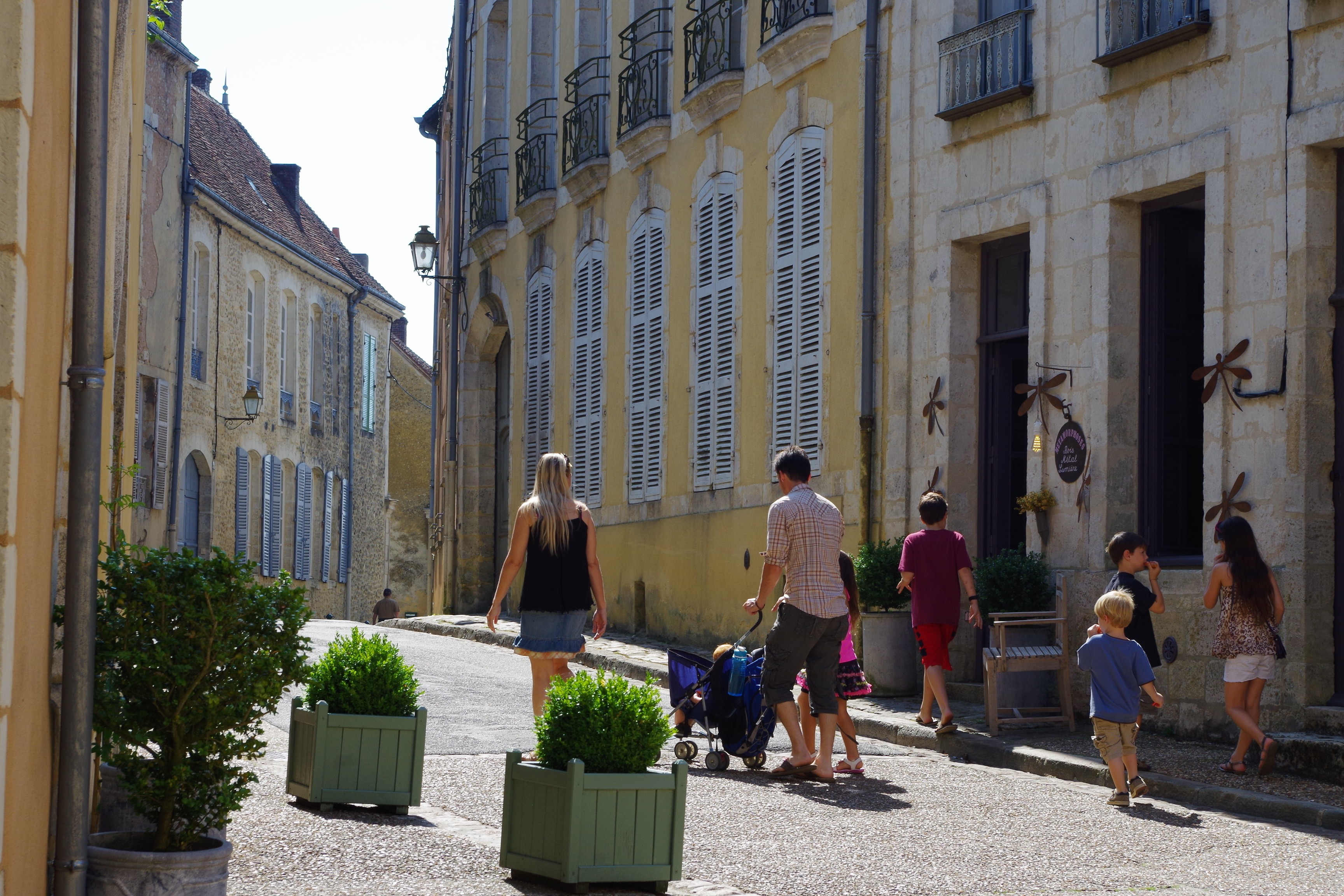
『閉鎖都市』の通り

ベレームは、10世紀から1113年まで、ベレーム領主の本拠地だった。イングランド王およびノルマンディー公のヘンリー碩学王は、1114年に占領、1228年にはルイ聖王が、1413年にはブルゴーニュ派が、1424年にイングランド軍が、1449年にはアランソン公ジャン2世が占領している。この地で最も重要なエピソードの一つは、摂政ブランシュ・ド・カスティーユによるベレーム占領である。これはブルターニュ公ピエール・モークレールからだまし取るためであった。
17世紀、2人のベレーム住民がヌーベルフランスへ移住した。彼らはカナダにおけるペルシュ人の偉業に貢献した。マルゴンティエの御仁フランソワ・プヴレは子孫なく1657年に死没、彼の弟でメニュの御仁ジャン・バティスト・プヴレは1697年にケベックで死没、ケベックにおけるプヴレ姓の先祖である。
1784年まで、ベレームではパリとブルターニュ間の王道が交差していた。パリからドルー、シャトーヌフ・アン・ティメレ、レマラール、ベレーム、イジェ、ボネターブル、ル・マン、アンジェ、最後にナントに到達した。この時代以降、王道は迂回し、ノジャン＝ル＝ロトルー、ラ・フェルテ＝ベルナール、ル・マンを通るようになった。1789年4月、ノジャン＝ル＝ロトルーと協力し、ペルシュ伯領内の身分制議会において召集されたベレームはモルターニュ＝オー＝ペルシュに勝つことに成功した。フランス革命時代のベレームは郡の中心であった。
ベレームでは、特に17世紀と18世紀に織物産業が栄えた。他に特筆すべきものは、石鹸製造である。

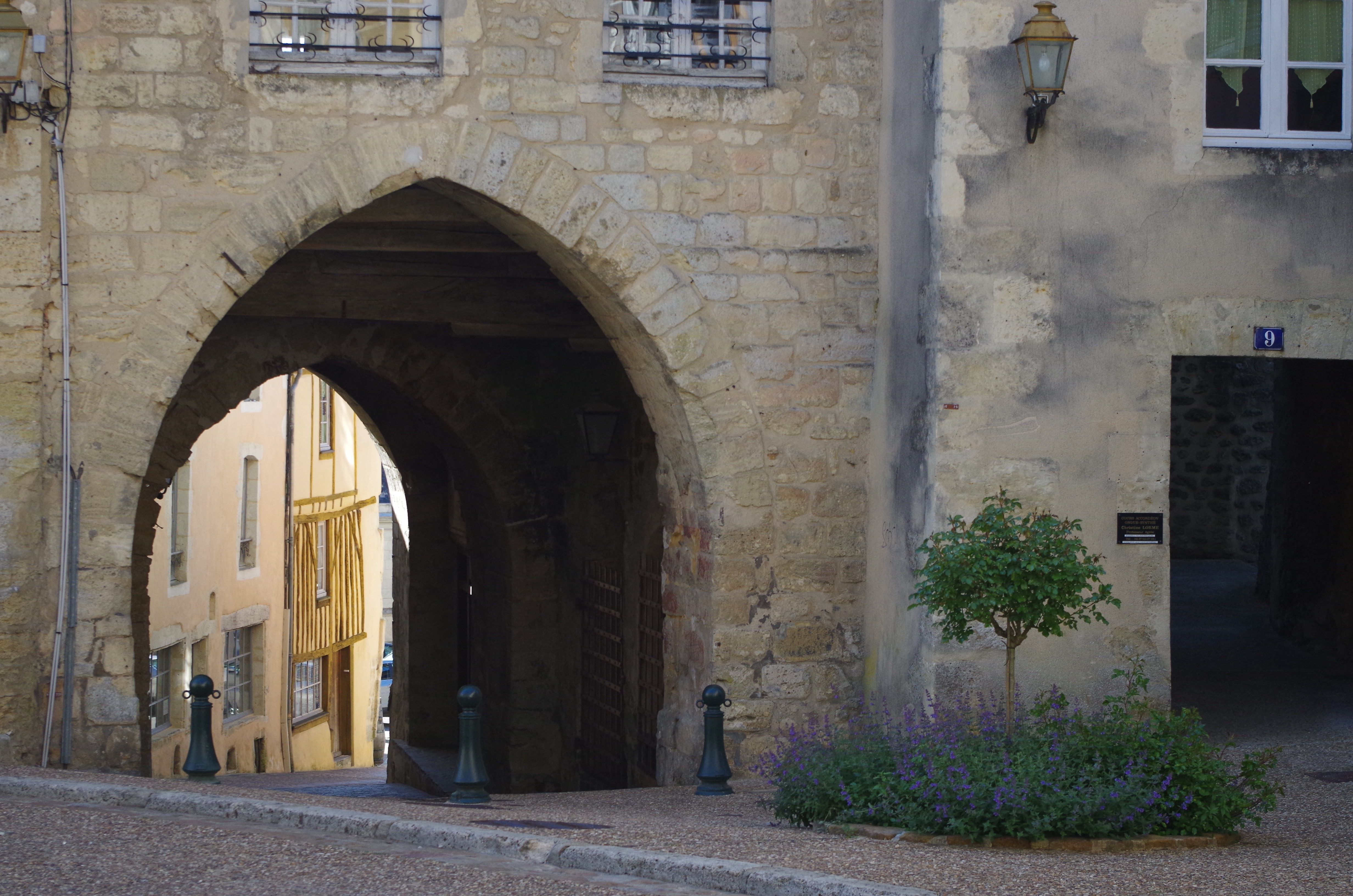
城の入り口
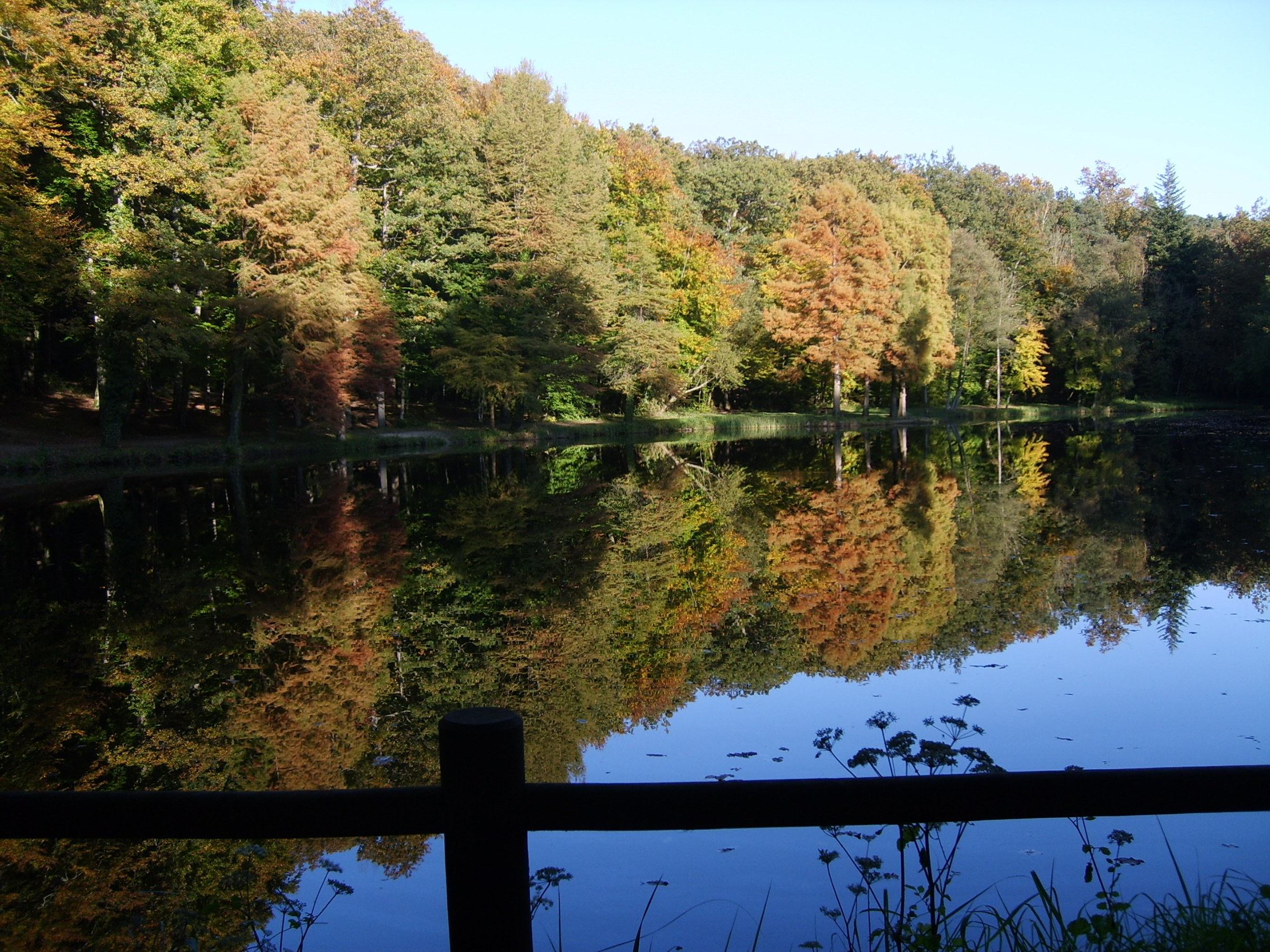
ベレームの森

## 人口統計
2016年時点のコミューンの人口は1515人で、2011年当時の人口より3.93%減少した
| 1962年 | 1968年 | 1975年 | 1982年 | 1990年 | 1999年 | 2006年 | 2016年 |
| ------ | ------ | ------ | ------ | ------ | ------ | ------ | ------ |
| 1844   | 1742   | 1843   | 1849   | 1788   | 1774   | 1602   | 1515   |

参照元:1962年から1999年までは複数コミューンに住所登録をする者の重複分を除いたもの。それ以降は当該コミューンの人口統計によるもの。1999年までEHESS/Cassini、2006年以降INSEE

## 史跡
- サン・ソヴール教会 - 15世紀から16世紀
- 司祭館
- サン・サンタン礼拝堂付属納骨堂 - 10世紀
- ベレームの閉鎖都市 - 15世紀に建てられたサン・ソヴール門は1937年に歴史的記念物に登録された[10]。古い城の堀は、水生動物のいくつかの種を受け入れている。市街で塩を保管する塩蔵であったため、サン・ソヴール門は劣化してきている。塩分が石に侵食し、建物が破壊に脅かされている[11]。

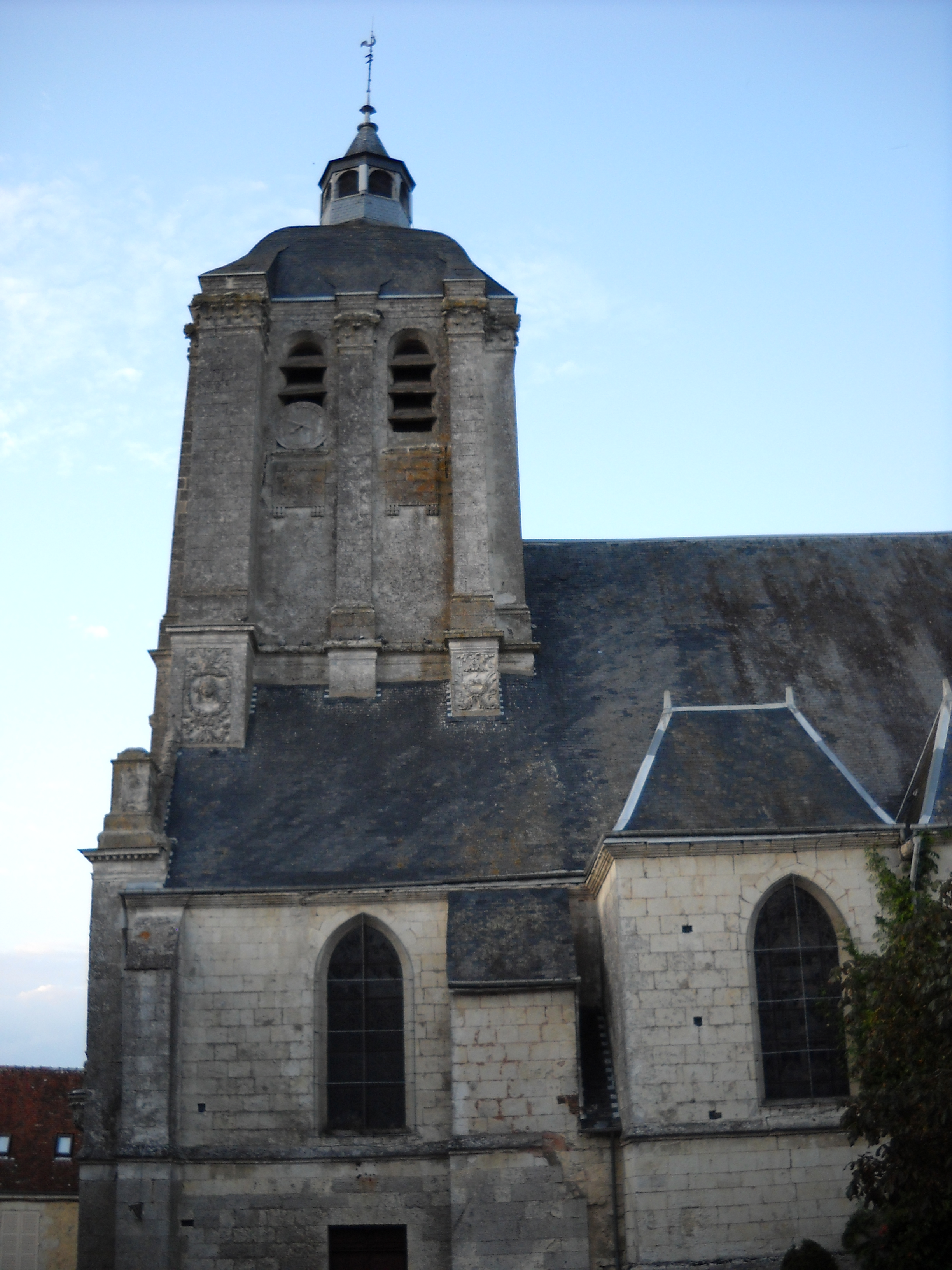
サン・ソヴール教会
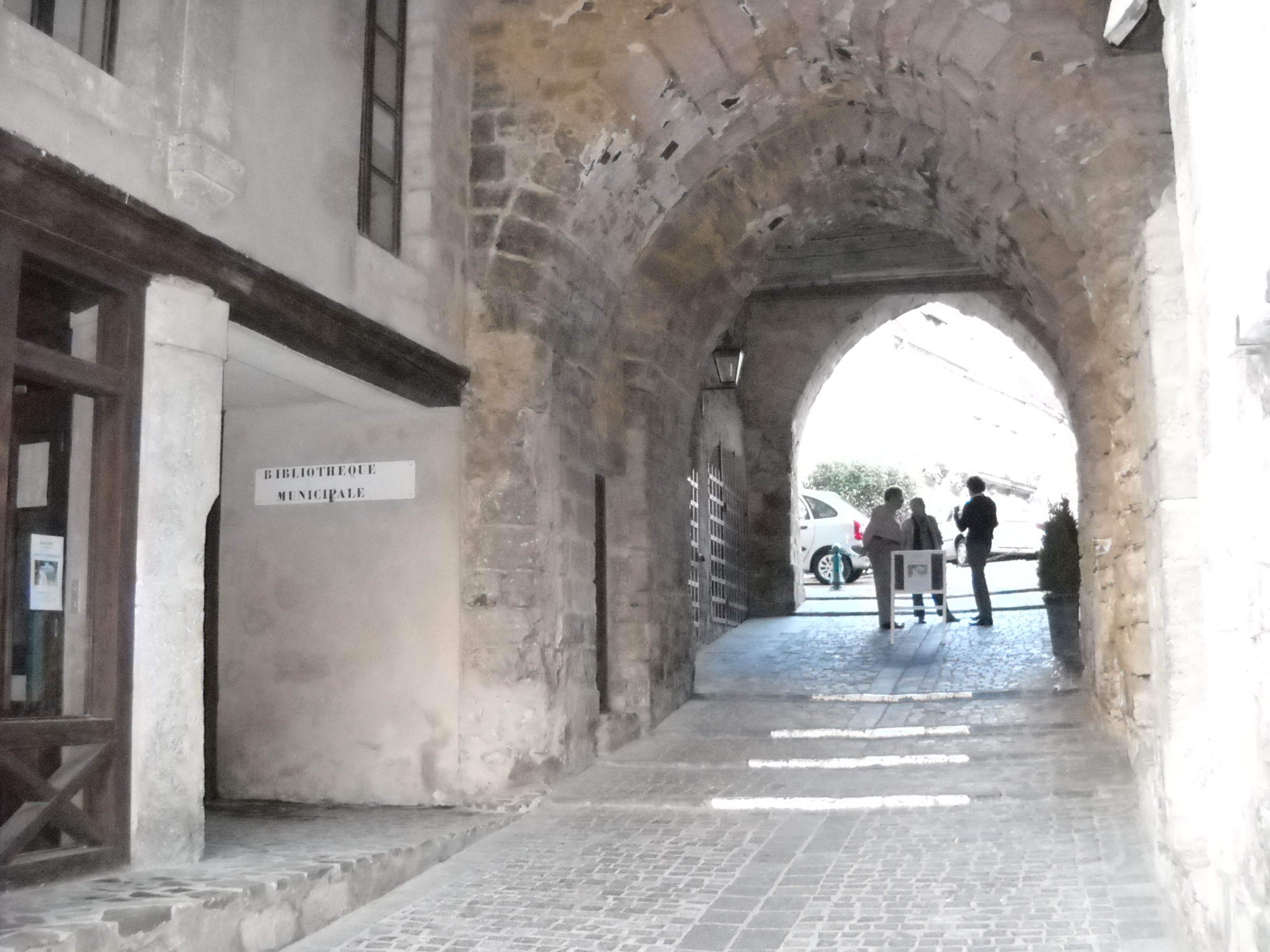
古い城壁の入り口
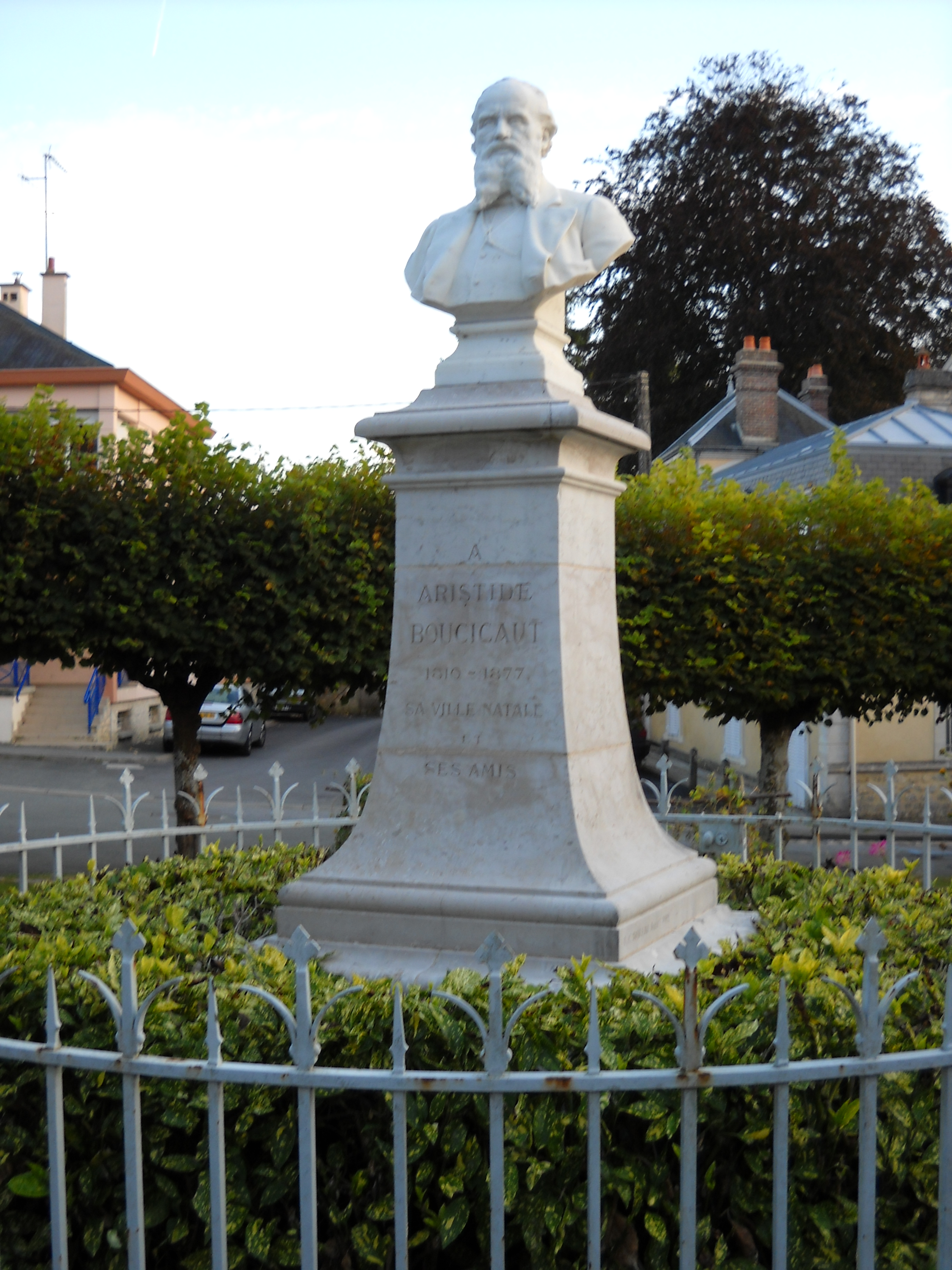
アリスティッド・ブシコー像
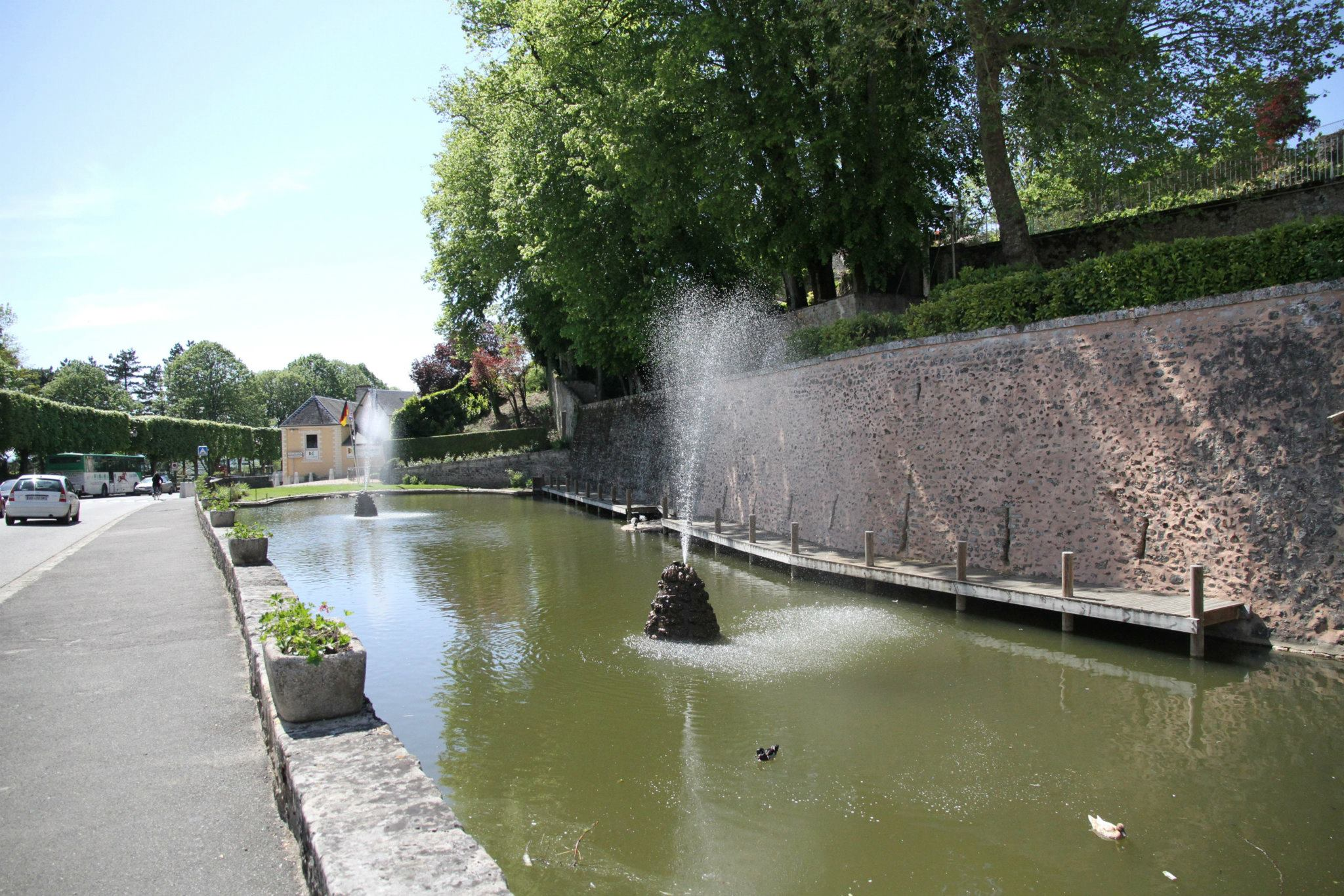
城の堀
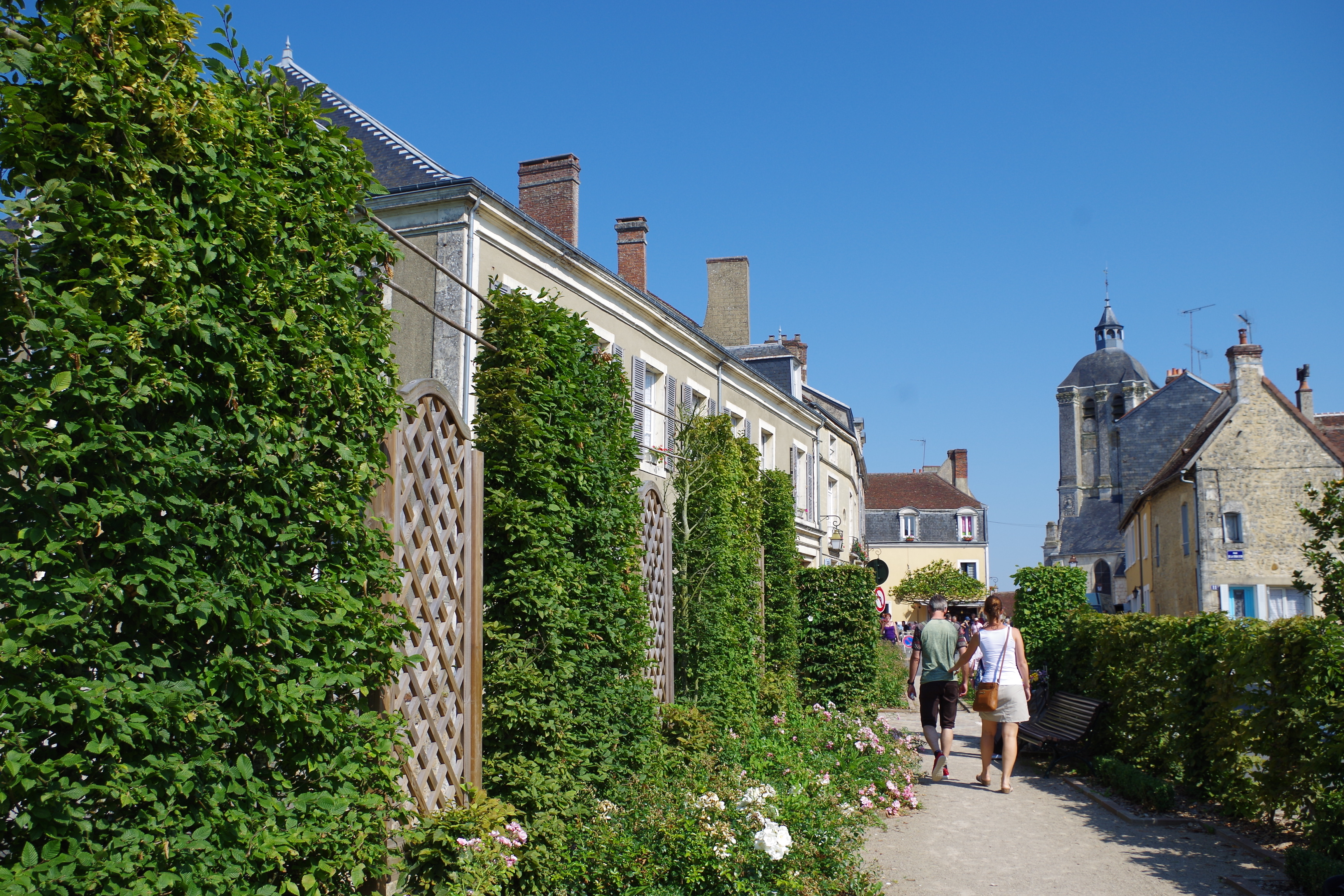
ブレ広場
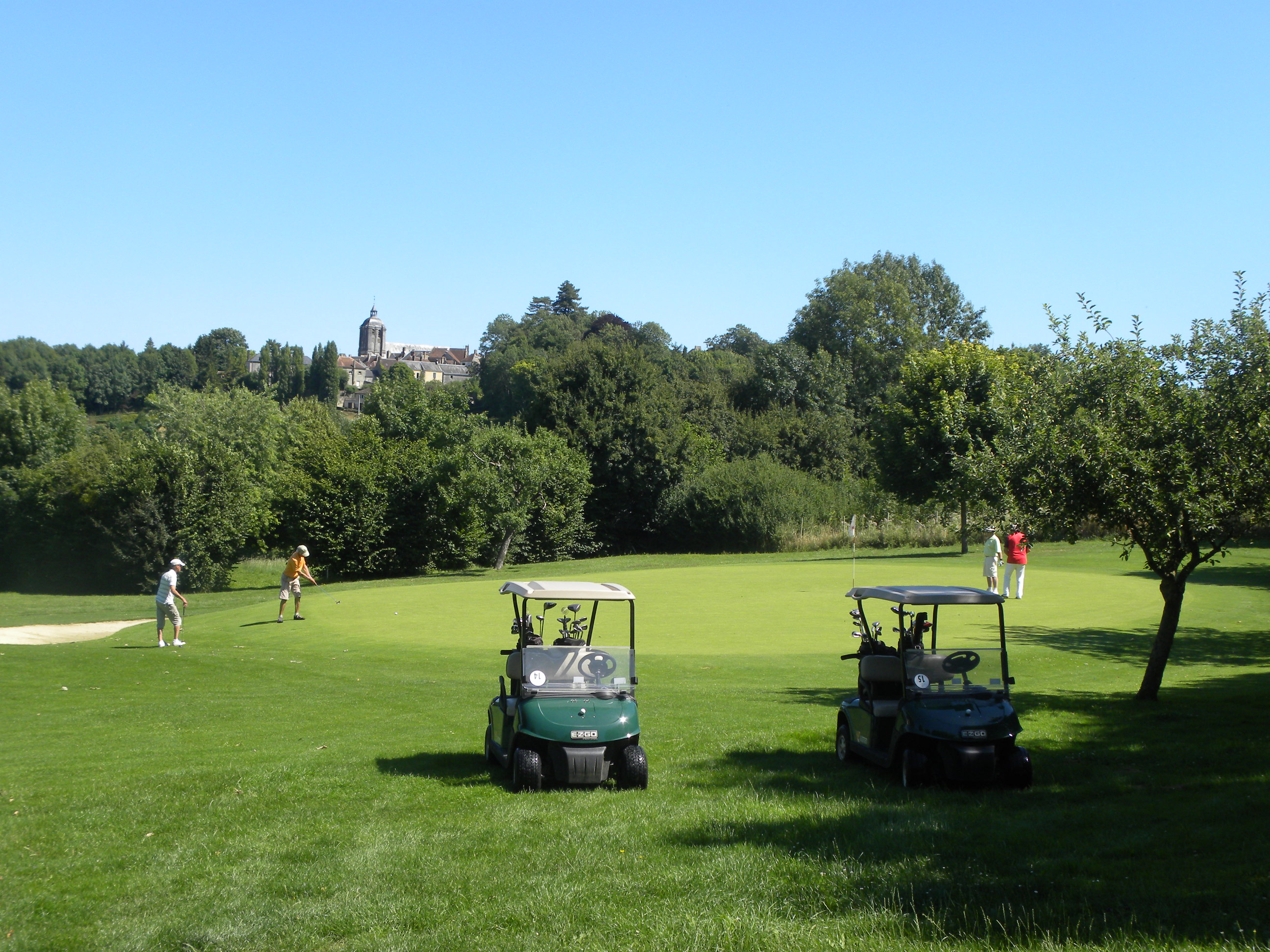
ゴルフ場
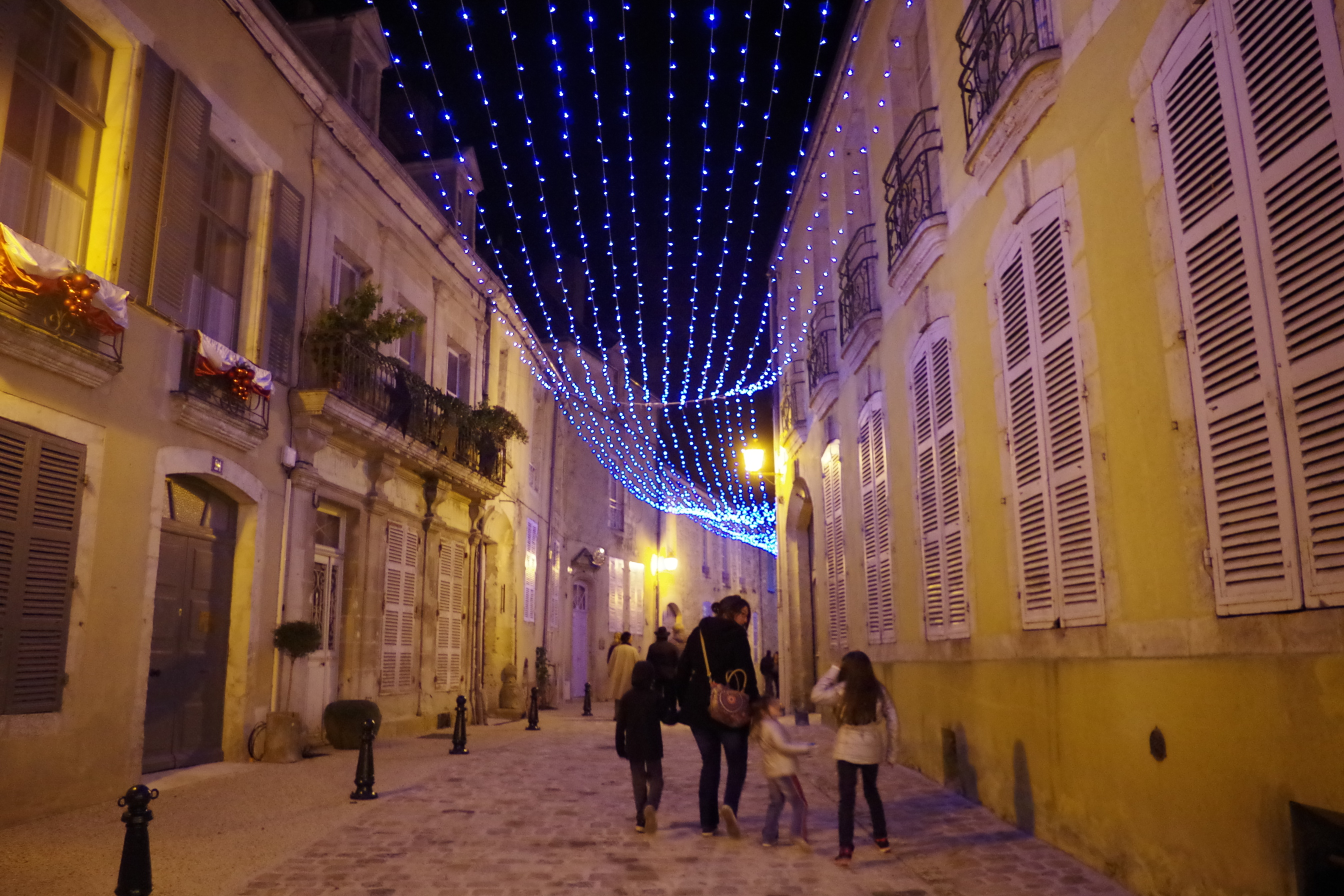
クリスマスのイルミネーションが光る街並み

## ゆかりの人物
- アリスティッド・ブシコー（fr） - ベレーム生まれ。企業家。ボン・マルシェ百貨店創業者

## 姉妹都市
- ゴーリング・オン・テムズ、イギリス
- スチューリンゲン、ドイツ